# Agustín Mariño
Agustín Mariño fue un jurisconsulto de origen español que emigró a la República Argentina donde desarrolló una reconocida carrera militar, participando de la Guerra de la Triple Alianza en la que alcanzó el grado de teniente coronel.

## Biografía
Agustín Mariño nació en España en 1838. Estudió la carrera de leyes en su país natal tras lo que emigró a Buenos Aires, alistándose en el ejército Argentino para combatir en la guerra del Paraguay.
En 1866 fue designado por el general Bartolomé Mitre Auditor de Guerra con el grado de teniente coronel honorario.
Fue un masón reconocido. Murió en Buenos Aires en 1891.